# RMS Olympic
RMS Olympic (RMS — Royal Mail Ship) byl první ze tří zaoceánských parníků třídy Olympic vlastněných společností White Star Line.
Jeho sesterské lodě byly Titanic a Britannic. Původně se měly všechny tři lodě jmenovat podle tří ras z řecké mytologie (Olympané, Titáni a Giganti), ale právě Gigantic/Britannic byl po potopení Titanicu raději přejmenován. Olympic byl stavěn jako první a měl na tehdejší dobu nevídané rozměry. S jeho stavbou se začalo 16. prosince 1908 a dokončen byl v květnu 1911.
Olympic nebyl při svém vyplutí pokřtěn – stejně jako všechny ostatní lodě společnosti White Star Line.

## Historie

### Civilní služba

#### Srážka s HMSHawke
Při páté plavbě se během vyplutí ze Southamptonu (20. září 1911) srazil s křižníkem HMS Hawke. Ten byl při vzájemném míjení obou lodí přitažen obrovskou silou, kterou vyvíjely lodní šrouby Olympicu, a následným nárazem přídě zdemoloval Olympicu část pravoboku blízko zádi nad (viz obrázek dole) i pod čárou ponoru a poškodil jeden lodní šroub. Sám Hawke měl poškozenou příď.
Oprava v loděnicích Harland and Wolff trvala přes dva měsíce a dokonce byla pozastavena stavba Titanicu, který musel Olympicu uvolnit místo v jediném suchém doku na světě, kam se takto velká loď vešla. Na opravu Olympicu byl také použit lodní šroub vyrobený původně pro Titanic. Jako viník nehody byl stanoven Olympic, a tak společnost nemohla vymáhat způsobenou škodu ani ušlý zisk.

## Galerie

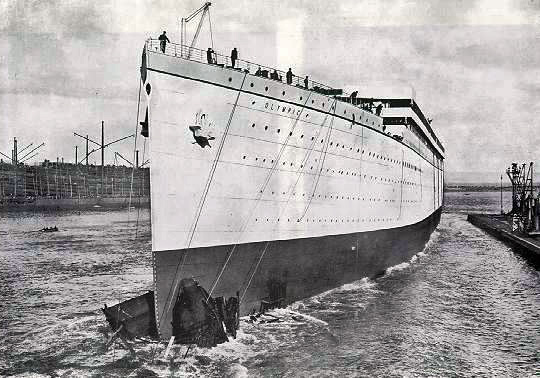
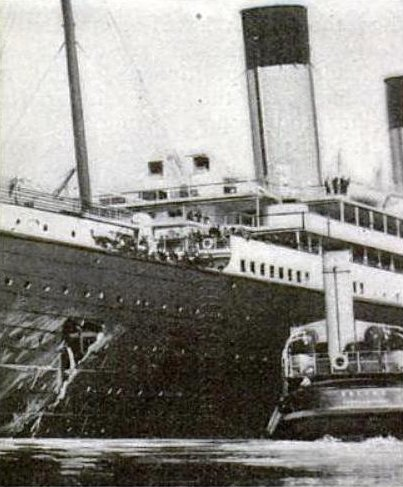
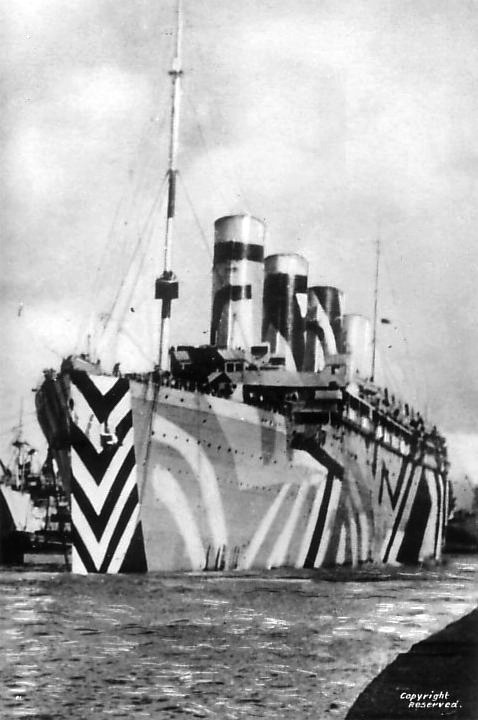
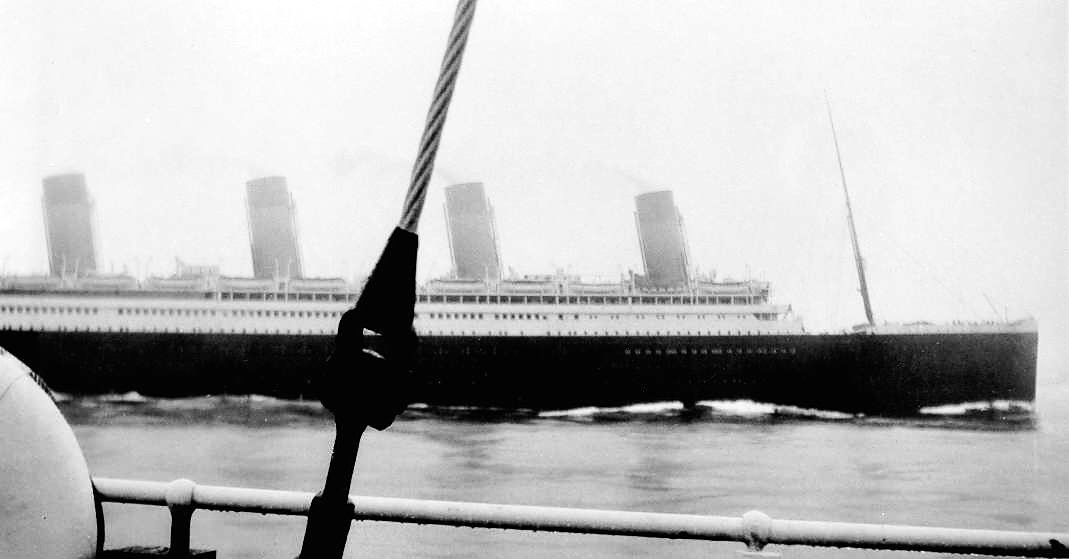
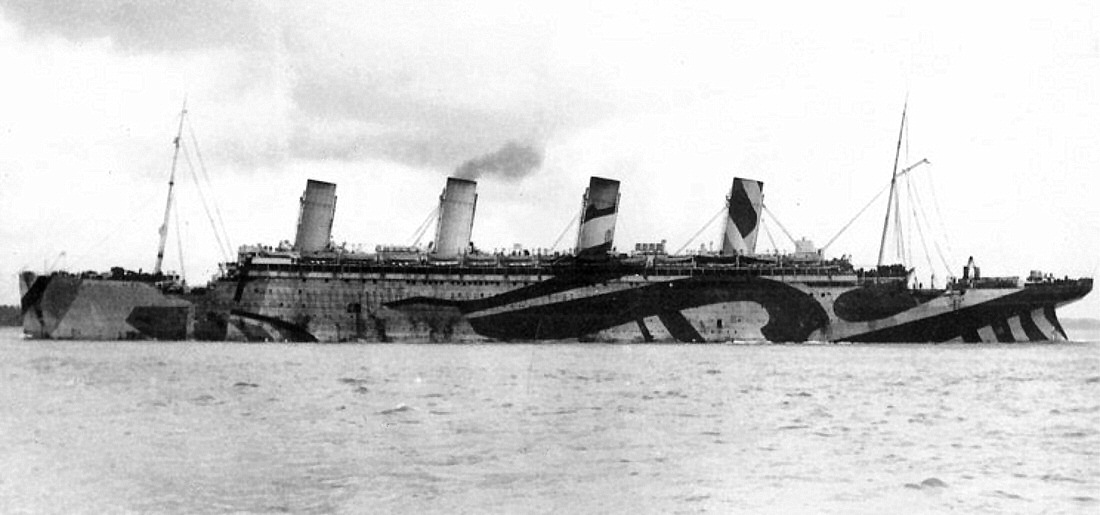

### 1. světová válka
V době první světové války Olympic přepravoval britské vojáky. Dne 12. května 1918 byl při přepravě 9000 amerických vojáků napaden v západním vjezdu do kanálu La Manche německou ponorkou U 103. Ponorka se musela vynořit, aby rychlou loď napadla na hladině, což se jí stalo osudným. Olympic ponorku napadl palbou děl a poté potopil taranem. Z posádky ponorky 10 mužů zemřelo a 35 bylo zachráněno torpédoborcem USS Davis.

### Konec kariéry
Sloužil až do roku 1935, kdy byl za 100 000 liber prodán do šrotu. Jedním z důvodů byla krize námořní dopravy. Jeho luxusní vybavení bylo prodáno v aukcích, trvajících od 5. do 18. listopadu 1935 v docích města Jarrow. Části jeho luxusních interiérů je možné vidět v některých restauracích a hotelech v Anglii. Hotel White Swan v Alnwicku se může pyšnit obložením ze společenské místnosti první třídy, částmi zábradlí Velkého schodiště a otáčivými dveřmi z chodby mezi společenskou místností a halou na palubě A. Obložení à la carte restaurantu bylo nainstalováno na výletní lodi Millenium v roce 2000. Mnoho vybavení (obložení a okna tělocvičny, obložení Velkého schodiště a obrazy z jeho odpočivadel, linolea, lustry, dveře …) se nachází v jedné továrně na barvy společnosti Akzo Nobel ve Velké Británii, a občas se některé z nich objeví v aukcích.